# Eta1 Hydri
Eta1 Hydri (19 Hydri) é uma estrela na direção da constelação de Hydrus. Possui uma ascensão reta de 01h 52m 34.74s e uma declinação de −67° 56′ 40.2″. Sua magnitude aparente é igual a 6.77. Considerando sua distância de 748 anos-luz em relação à Terra, sua magnitude absoluta é igual a −0.03. Pertence à classe espectral B9V.